# 洪佐聖
洪佐聖（？—？），字仲隣，南直隶徽州府歙县人，明朝政治人物。

## 生平
萬曆十年（1582年）壬午科应天乡试举人，二十九年（1601年）辛丑科進士，由进士除南京工部主事，出榷芜湖关，政从简肃。转南礼部，寻转南吏部考功司主事，改文选司主事，有水镜之称。三十八年升江西提學副使，视学江西，士习丕变。四十一年升江西参政，四十四年按察山西，民以不冤。四十六年以卓异升湖广布政司右布政使，四十七年转江西左布政，升江西巡抚，随授南京都御史，泰昌元年十一月以病求罢，不允，未几，佐圣舆疾径去，卒于官。

## 家族
兄洪辅圣、弟洪翼圣，俱为万历进士。